# 자유 프랑스군
자유 프랑스군(프랑스어: Forces françaises libres)은 1940년 런던으로 망명한 샤를 드 골 장군의 주도로 성립된 군사 단체이다. 깃발은 프랑스의 국기 중앙에 로렌 십자를 넣은 기를 사용했다. 
비시 프랑스를 독일의 괴뢰 정권으로 규정한 자유 프랑스군은 됭케르크 철수 후 프랑스를 탈출하여 런던으로 망명한 드 골이 BBC에서 계속 저항할 것을 주장하는 라디오 연설에서 시작되었다. 그러나 그 연설을 듣고 모인 사람은 극히 소수였다. 드골 이외에도 튀니지의 프랑스군은 1943년 상반기 추축군과 싸우고 있었다. 제2차 세계 대전 종전 이후 자유 프랑스군에 대한 처우를 해결하기 위해 프랑스 정부는 "1953년 총리 포고령"에 의해 1940년 독일-프랑스 휴전으로부터 1943년 8월 1일까지 참여한 사람들은 모두 자유 프랑스군의 구성원이라고 결정하였다.
자유 프랑스군의 대부분은 프랑스인이 아니었다. 약 65%가 프랑스령 서아프리카(주로 세네갈)에서 끌고온 징집병이었다. 그 외에도 외인부대, 모로코인, 알제리인, 타히티인 등이 모여 있었다. 1940년대 대독일전에서 세네갈인들은 약 17,000 명이 전사하고 다수가 포로가 되었다. 또 자유 프랑스군 제2기갑사단은 흑인으로 편성된 부대가 25%에 이르렀다.

## 1945년 5월 8일 시점 편제
군
- 제1군
- 태평양 지대
- 대서양 지대

군단
- 제1군단
- 제2군단
- 제3군단

사단
- 제1자유 프랑스 사단
- 제2모로코 보병사단
- 제3알제리 보병사단
- 제4모로코 산악사단
- 제9식민지 보병사단
- 제27알프스 보병사단
- 제1기갑사단
- 제2기갑사단
- 제3기갑사단
- 제5기갑사단
- 제1보병사단
- 제10보병사단
- 제14보병사단
- 제19보병사단
- 제23보병사단
- 제25보병사단
- 제36보병사단
- 제1극동식민지사단
- 제2극동식민지사단
- SAS 자유 프랑스 제3대대
- SAS 자유 프랑스 제4대대

## 관련 인물
- 샤를 드 골
- 에밀 무셀리에
- 필리프 르끌레르
- 조르주 카르투
- 앙리 지로
- 아메드 벤 벨라
- 장베델 보카사